# ماريان سافو
ماريان سافو (بالرومانية: Marian Savu)‏ هو لاعب كرة قدم روماني في مركز الهجوم، ولد في 11 أكتوبر 1972 في بيتروشاني في رومانيا. لعب مع أبولون ليماسول وأيل ليماسول ودينامو بوخارست ورابيد بوخارست وستيودينتيسك بوخارست وشاختار دونيتسك وميتالورغ دونيتسك ونادي بترولول بلويشتي ونادي براشوف ونادي مول فيهيرفار.

## وصلات خارجية
- ماريان سافو على موقع اتحاد أوكرانيا (الإنجليزية)
- ماريان سافو على موقع قاعدة بيانات كرة القدم.إي يو (الإنجليزية)
- ماريان سافو على موقع عالم كرة القدم.نت (الإنجليزية)